# Nonno scatenato
Nonno scatenato (Dirty Grandpa) è un film del 2016 diretto da Dan Mazer con protagonisti Zac Efron e Robert De Niro.

## Trama
Jason Kelly è un giovane avvocato che lavora nello studio del padre e che è ormai prossimo alle nozze; pochi giorni prima del matrimonio, tuttavia, sua nonna muore a causa di una lunga malattia e così ha modo di riavvicinarsi al nonno Dick, con cui da piccolo aveva un rapporto strettissimo ma che, con il passare del tempo, ha perso di vista.
Jason si troverà suo malgrado in una situazione surreale: Dick, infatti, dopo quarant'anni di matrimonio e seguendo le ultime volontà della moglie ha deciso di ritornare violentemente alla vita e di divertirsi senza freni, coinvolgendo in tutto questo suo nipote per fargli capire quanto la vita da borghese a cui si avvia non sia fatta per lui.
I due si recano quindi in Florida ad uno spring break e qui hanno modo di trovare Shadia, una studentessa con cui Jason aveva frequentato il primo anno di università insieme quando ancora seguiva il corso di fotografia, e i suoi amici, tra cui Lenore. Tra Jason e Shadia scatta subito qualcosa, ma il giovane è fermo nel suo proposito di sposarsi, invece Lenore ha intenzione di fare sesso con Dick.
Alla fine i due finiscono in molti guai e Jason decide di tornare dalla futura moglie.
Al pranzo prima delle nozze, tuttavia, quest'ultimo si rende conto di quanto suo nonno avesse ragione e decide di tornare da Shadia, assieme alla quale parte per un viaggio di un anno per fotografare i paesaggi di tutto il mondo, mentre Lenore e Dick vanno a letto assieme e hanno un bambino. Così quest'ultimo diventa lo zio di Jason e Lenore diventa invece sua nonna.

## Produzione

### Riprese
Le riprese del film iniziano il 3 gennaio 2015 ad Atlanta; nella metà del gennaio stesso le riprese si spostano a Marietta, e ad inizio febbraio altre riprese avvengono a McDonough.

## Promozione
Il 29 ottobre 2015 vengono diffusi il primo poster ed il primo trailer del film dalla Lionsgate.

## Distribuzione
La pellicola, inizialmente programmata per il Natale 2015, è stata distribuita nelle sale cinematografiche statunitensi a partire dal 22 gennaio 2016. In Italia è stato distribuito da Eagle Pictures il 13 aprile 2016.

## Accoglienza

### Critica
Il film è stato stroncato dalla critica. Sul sito Rotten Tomatoes ottiene l'11% delle recensioni professionali positive, con un voto medio di 2,8 su 10, basato su 125 critiche, mentre su Metacritic ottiene un punteggio di 21 su 100, basato su 27 recensioni.
Ai Razzie Awards 2016 il film viene candidato nelle categorie peggior film, peggior attore, peggior attrice non protagonista, e peggior sceneggiatura.